# Wallfahrtskirche Mariaschein

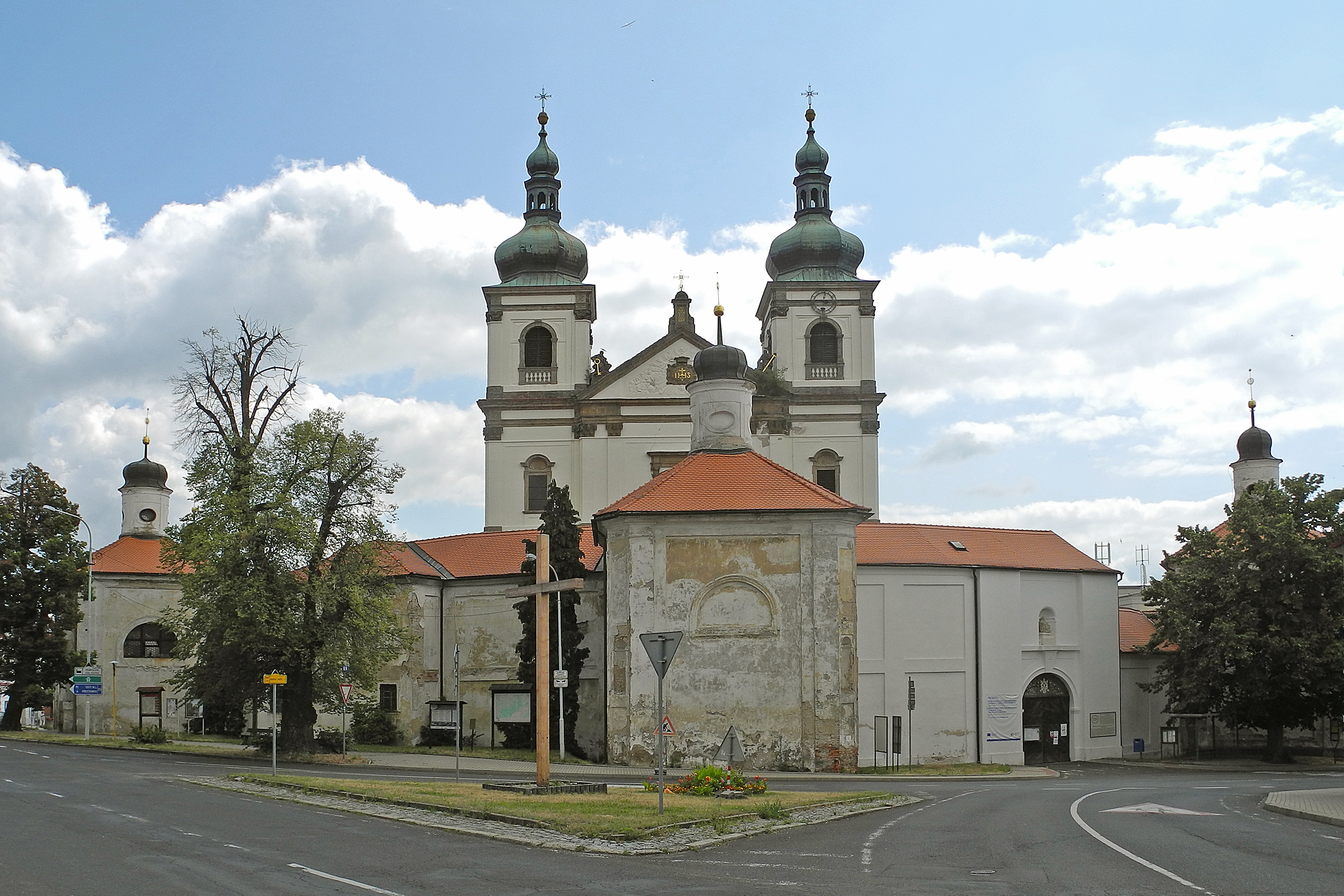
Blick auf die Wallfahrtskirche Mariaschein

Die römisch-katholische Wallfahrtskirche Mariaschein (genauer Basilika Unsere Liebe Frau von den Sieben Schmerzen in Mariaschein) (tschech. Bazilika Panny Marie Bolestné v Bohosudově) mit dem Kreuzgang und ihren sieben Kapellen und der ehemaligen Jesuitenresidenz steht am Marienplatz (Mariánské náměstí) in Bohosudov (Mariaschein), einem Stadtteil von Krupka im Okres Teplice, Tschechien. Sie ist eine der bedeutendsten Wallfahrtskirchen und Marienheiligtümer in Nordböhmen und wurde 1924 zur Basilica minor erhoben.
Eine Wallfahrtskapelle bestand hier seit dem 15. Jahrhundert. Unter den Jesuiten, die hier seit 1592 mit Unterbrechungen wirkten, erlebte Mariaschein im 18. Jahrhundert seine größte Blüte und entwickelte sich zu einem Wallfahrtsort von überregionaler Bedeutung. Mit ihrem Kreuzgang aus dem 17. Jahrhundert und der Barockkirche, die von 1701 bis 1708 durch die Baumeister Giulio Broggio (1628–1718) und Octavio Broggio (1670–1742) errichtet wurde, ist sie noch heute eine Anlage von großer Bedeutung.
Seit 1964 steht die Kirche unter Denkmalschutz und wurde 2018 zum nationalen Kulturdenkmal der Tschechischen Republik erklärt.
Da die ersten Wallfahrten nach Mariaschein vermutlich um das Jahr 1425 erfolgten, wird in diesem Jahr das 600-jährige Bestehen dieser Wallfahrtstradition begangen.

## Geschichte und Wallfahrtstradition

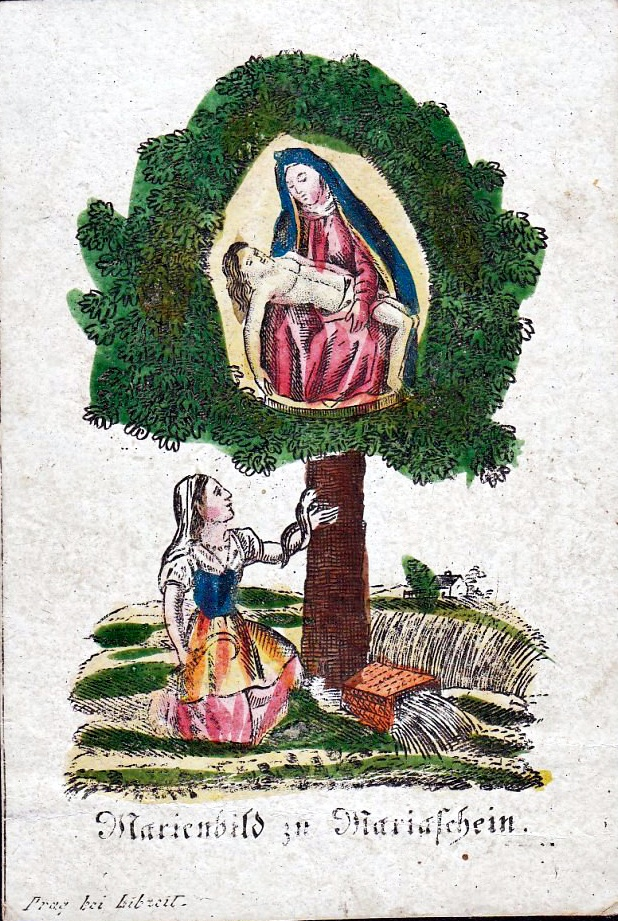
Darstellung der Legende über die Entstehung von Mariaschein (um 1850)

Nach der Legende soll ein Mädchen beim Grasmähen im Jahr 1425 eine Marienstatue in einem Lindenbaum gefunden haben. Daraufhin soll eine Prozession von Graupen zur Linde durchgeführt und die Statue in die Pfarrkirche von Graupen überführt worden sein.
Einige Zeit nach der Schlacht bei Aussig im Jahr 1426 soll in der Nähe vom Gut Schein (bzw. Scheune) eine Kapelle zum Gedenken an die gefallenen Ritter und zu Ehren der Schmerzhaften Jungfrau Maria (auch „Maria im Elende“ genannt) errichtet worden sein. Die Statue könnte aber auch von Nonnen aus dem Kloster Schwaz auf der Flucht versteckt worden sein.
Die ursprüngliche Kapelle ließ Albrecht von Kolowrat (1463–1510) ab 1507 in eine Wallfahrtskirche umbauen, die im Jahr 1515 geweiht wurde.
Die Kirche in Mariaschein blieb während der gesamten Reformation katholisch und unterstützte die örtlichen Katholiken im Kampf gegen den Protestantismus. Bald kamen aber auch Wallfahrer aus größerer Entfernung hierher, z. B. aus dem Schluckenauer Zipfel und der Lausitz sowie aus Zittau.
Zur Sicherung der Wallfahrten übergab Kaiser Rudolf II. 1584 das Franziskanerkloster in Graupen zusammen mit dieser Kirche dem streng katholischen Georg Popel von Lobkowicz (1551–1607). Dieser ließ die Kirche restaurieren und 1590 um die Kirche eine Mauer mit sieben Kapellen errichten. Im Jahr 1587 übergab er die Kirche den Jesuiten des Prager Clementinums, die 1590 ein Jesuitenkolleg in Komotau gründeten.
Im Rahmen der Gegenreformation nahm die Zahl der Pilger ständig zu. Bereits 1615 gewährte Papst Paul V. allen Pilgern zur Jungfrau Maria von Mariaschein einen vollkommenen Ablass für einen Zeitraum von sieben Jahren. Nach dem Ausbruch des Dreißigjährigen Krieges wurde diese Entwicklung unterbrochen, als die Jesuiten 1618 aus Böhmen vertrieben wurden und auch das Komotauer Jesuitenkolleg verlassen mussten. Die Gnadenstatue wurde nun an verschiedenen Orten versteckt, zuerst in Dux von 1618 bis 1624, danach von 1631 bis 1635 in Prag und 1639/40 und von 1642 bis 1651 in Komotau. Danach kehrte das Gnadenbild dauerhaft nach Mariaschein zurück.
Nach dem Ende des Dreißigjährigen Krieges erhielten die Jesuiten von Mariaschein durch das Testament der Anna Maria von Bleileben ein bedeutendes Erbe.
Dadurch konnten zahlreiche Bauten, letztendlich auch die barocke Wallfahrtskirche, neu errichtet werden und der Wallfahrtsort nahm einen bedeutenden Aufschwung.
Ab 1665 setzte sich die Bezeichnung Maria-Schein für den Wallfahrtsort durch.
Auch die Bischöfe der 1655 neu errichteten Diözese Leitmeritz Maximilian Rudolf von Schleinitz (1606–1675) und Jaroslaw Ignaz von Sternberg (1641–1709) wurden großzügige Förderer und Beschützer von Mariaschein.
Durch den starken Zustrom an Pilgern musste eine neue größere Kirche erbaut werden.
Der Grundstein wurde am 3. Juli 1701 gelegt und am 1. September 1706 wurde die neue Kirche feierlich geweiht. Die Bauarbeiten wurden fortgesetzt und 1722 konnte der ovale Kreuzgang (Ambit) mit sieben Kapellen fertiggestellt werden.
Im Jahr 1720 erreichten die Wallfahrten mit über 100.000 Pilgern ihren Höhepunkt.
Während der folgenden Kriege musste die Statue vier weitere Male versteckt werden, u. a. nach Prag (1706), nach Komotau (1756) und nach Leitmeritz (1756 und 1779).
Nach der Aufhebung des Jesuitenordens im Jahr 1773 und insbesondere nach 1782, als Kaiser Joseph II. alle Wallfahrten und Prozessionen verboten hatte, konnte die Wallfahrtstradition durch den Leitmeritzer Bischof Ferdinand Kindermann von Schulstein (1740–1801) aufrechterhalten werden, indem er 1786 Mariaschein in eine eigenständige Expositur bzw. Lokalie umwandelte, die 1798 zur Propstei erhoben wurde. Im Jahr 1853 kehrten die Jesuiten nach Mariaschein zurück und blieben dort bis 1950, als sie im Rahmen der Aktion K vom kommunistischen Regime interniert wurden.
Die Stadt Ústí nad Labem (Aussig) hat als nächstgelegene größere Stadt immer eine besondere Bedeutung für Mariaschein gehabt und die Prozessionen sind bis 1939 wohl nie wirklich abgerissen. Die Stadt hatte ab 1672 das verbriefte Recht am Hauptfest der Kirche, Mariä Geburt am 8. September, das erste Hochamt zu feiern.
Starke Verbindungen gab es seit dem 18. Jahrhundert auch zu den katholischen Wettinern am sächsischen Fürstenhof in Dresden, die ebenfalls zu Wallfahrten hierher kamen. Außerdem wurden hier auch die jungen Sängerknaben für die Dresdner Kapellknaben rekrutiert, die seit 1709 unter dem böhmischen Instruktor Jan Dismas Zelenka in der Dresdner Hofkirche bei Gottesdiensten mitwirkten. Vor der Eröffnung des  Alten Katholischen Friedhofs in Dresden wurden auch zahlreiche katholische Adlige hier in Mariaschein beigesetzt, z. B. Caterina di Balbiano und Claude Pierre de St. Paul.
Bis zur Errichtung der Wallfahrtskirche Maria-Hilf-Basilika in Philippsdorf in den 1880er Jahren war Mariaschein das meistbesuchte Marienheiligtum in der Diözese Leitmeritz. Zum 500. Jahrestag der Gründung des Wallfahrtsortes Mariaschein im Jahr 1925 wurde ein Marianischer Kongress abgehalten. Zuvor hatte Papst Pius XI. (1857–1939) im Jahr 1924 die Wallfahrtskirche zur Basilika Minor erhoben.
Mit dem Beginn des Zweiten Weltkriegs 1939 waren die Wallfahrten verboten worden, die dann erst nach der Samtenen Revolution in den 1990er Jahren wieder aufgenommen wurden. Auch im 21. Jahrhundert erfreuen sich die Wallfahrten zu diesem Ort wieder großer Beliebtheit, so kommen jährlich etwa 500 Sorben aus der benachbarten Lausitz zu einem gemeinsamen Treffen hierher.
Die Hauptwallfahrtstage sind der Sonntag nach Mariä Geburt (8. September) und nach Mariä Schmerzen (15. September) sowie zu Mariä Himmelfahrt (15. August).

## Architektur

### Außenfassade

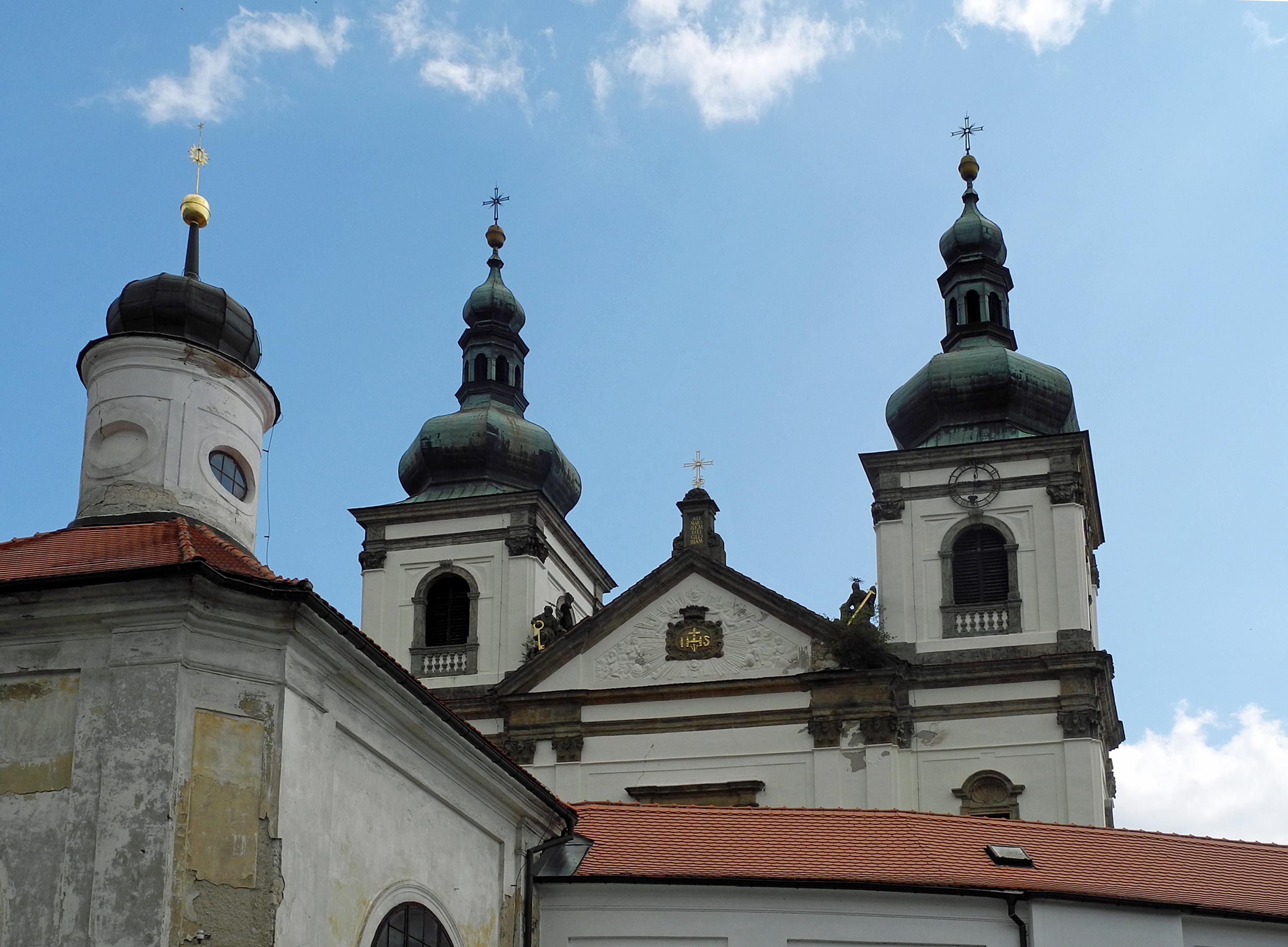
Oberer Teil der Westfassade der Basilika

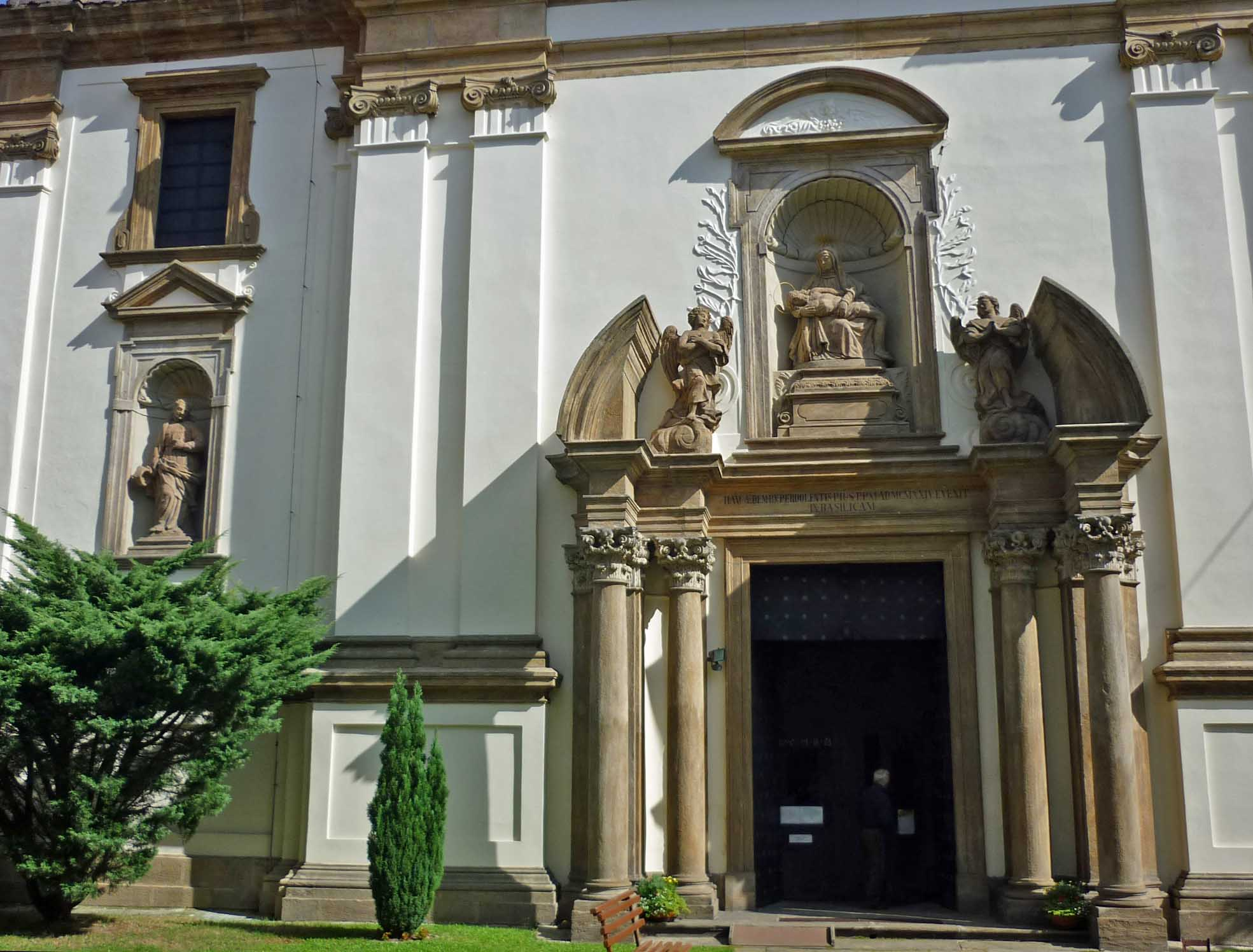
Eingangsportal der Basilika an der Westfassade

Der Vorgängerbau der Wallfahrtskirche wurde 1702 abgerissen.
Die heutige Kirche wurde von 1701 bis 1708 von den Leitmeritzer Diözesanbaumeistern Giulio und Octavio Broggio im Stil einer barocken Jesuitenkirche errichtet. Ihre Länge beträgt 52 m und ihre Breite 25 m.
Das Kirchengebäude ist rechteckig und mit zwei Türmen in der Westfassade sowie einem halbrunden Presbyterium ausgestattet. Sie hat einen rechteckigen Grundriss mit nur einem Längsschiff, das an jeder Seite drei Seitenkapellen jeweils mit einem Altar besitzt. Die Kirche verfügt über zwei Sakristeien, die auf der Seite der Kanzel (links) war ursprünglich für die Weltpriester und die auf der anderen Seite für die Jesuiten bestimmt.
Die Fassaden der Basilika sind mit Pilastern versehen und durch Lisenen gegliedert. Die Fenster sind halbrund und rechteckig, mit Segmentgiebeln versehen. Die Fassaden der Kirche weisen eine reiche plastische Dekoration auf, die im Jahr 1705 von Franz Tollinger (1656–1719) ausgeführt wurde. An der nördlichen Seitenwand befinden sich die Statuen der hl. Anna, des hl. Titus, des hl. Josef und des hl. Adalbert, an der südlichen Seitenwand sind es die Stauen der böhmischen Heiligen hl. Ludmilla, hl. Wenzel, hl. Johann von Nepomuk und hl. Prokop.
Die Westfassade wird im Zwischengeschoss mit Pilastern gegliedert.
Über dem Eingangsportal mit dem Spruch „Hanc Ӕdembv Perdolentis Pius PP XI. Ad MCMXXIV Evexit In Basilicam“ (Dieses Gebäude des Schmerzes wurde von Papst Pius XI. im Jahr 1924 in den Rang einer Basilika minor erhoben) befindet sich zwischen einem gesprengten Giebel in einer Nische eine vergrößerte Darstellung des Gnadenbildes (eine Pietà-Skulptur) umrahmt von freistehenden Engelsstatuen. Links und rechts neben dem Eingang stehen in Nischen die Statuen der Jesuitenheiligen Franz Xaver und Ignatius von Loyola.
Im oberen Dreiecksgiebel strahlt in den Wolken das Christusmonogramm IHS als besonderes Zeichen der Jesuiten mit ihrem Wahlspruch: „Ad maiorem Dei gloriam“ (Zur größeren Ehre Gottes). Links und rechts davon stehen die Statuen der Apostel Petrus und Apostel Paulus.

### Innenraum und Ausstattung
Über dem Kirchenschiff befindet sich ein Tonnengewölbe, das mit Lünetten versehen ist. Der Innenraum ist zur Abgrenzung der Seitenkapellen durch Pilaster gegliedert.

#### Hauptaltar

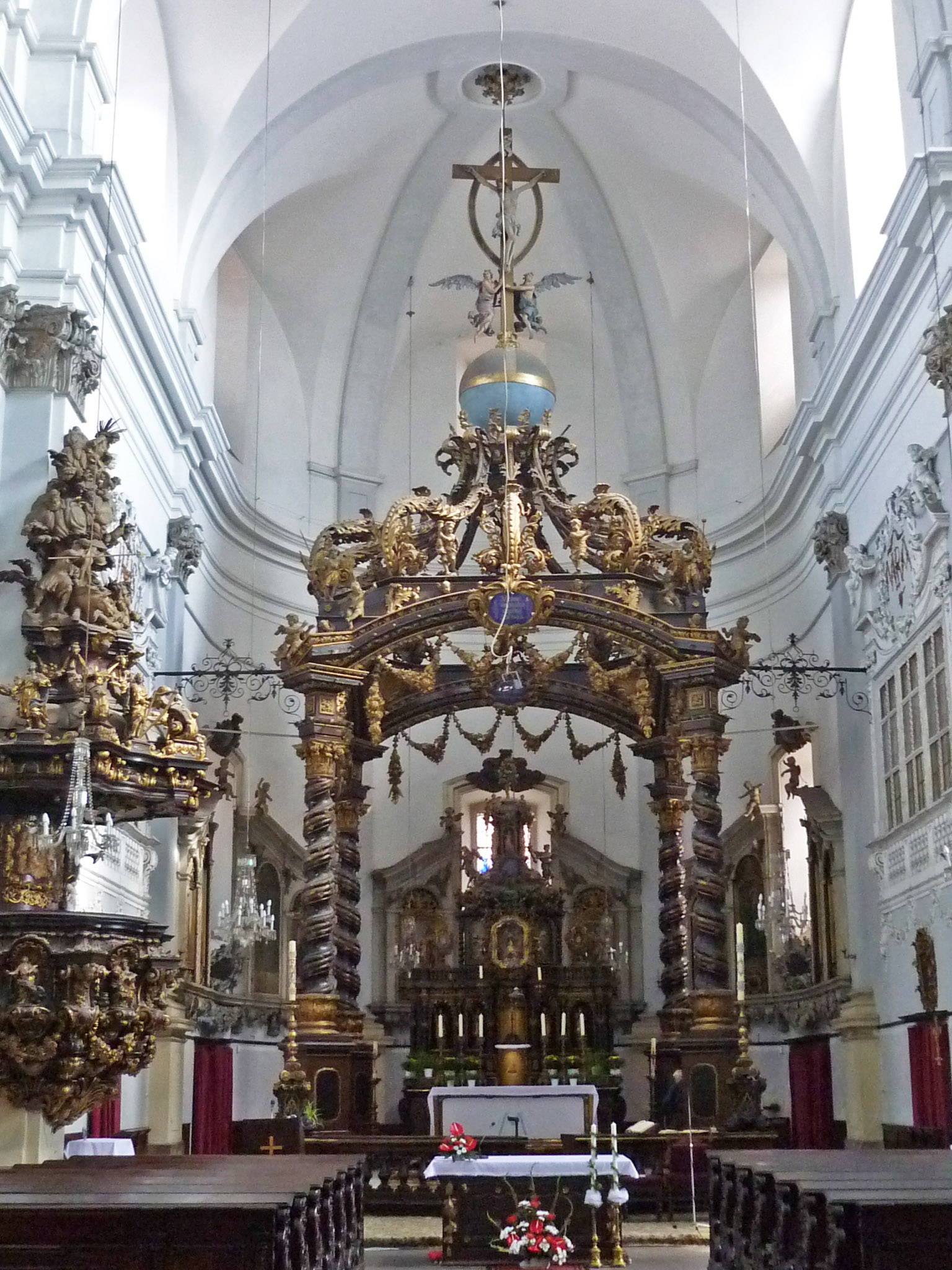
Kirchenschiff mit dem Hauptaltar der Basilika in Mariaschein (Bohosudov)

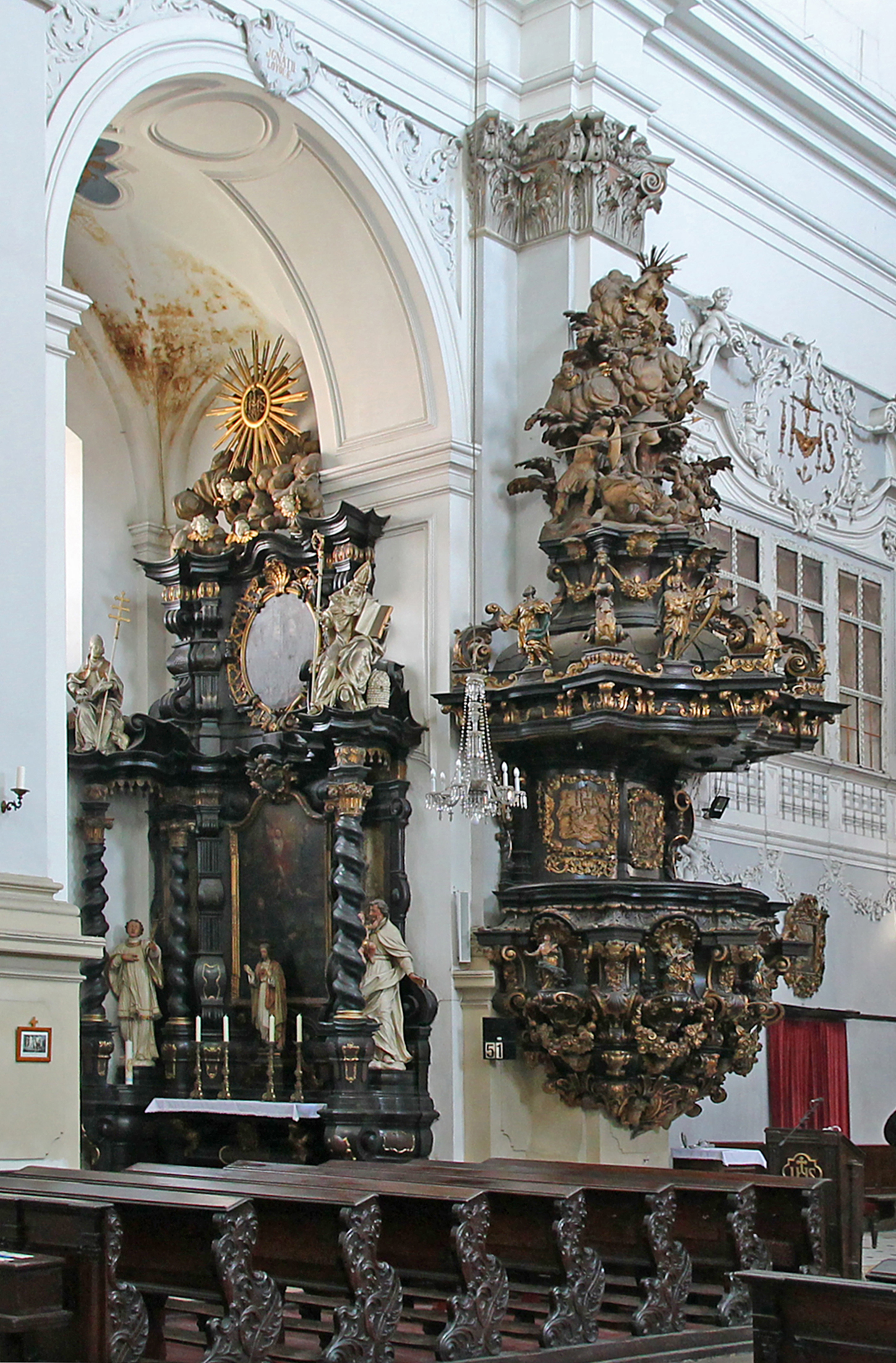
St. Ignatius-Kapelle und Kanzel der Basilika

Der Hauptaltar ist mit einem 21 m hohen Baldachin versehen, der von vier spiralförmigen Säulen mit Girlanden getragen wird und offensichtlich in Anlehnung an den Papstaltar des Petersdoms in Rom entstanden ist. Er wurde zwischen 1707 und 1714 von Franz Tollinger (1656–1719) gestaltet. Der Baldachin besitzt eine Ornamentik mit Lindenblättern, die an die Linde erinnern soll, in der das Gnadenbild einst gefunden wurde.
Unter dem Baldachin, der mit einer Christusfigur auf der Weltkugel endet, befindet sich die besondere Form eines doppelseitigen Altars mit Heiligenfiguren in Nischen und am Gesims. Sein Zentrum bildet das in einem kupfernen Schrein stehende kleine Gnadenbild von etwa 15 cm Größe aus gebranntem Ton. Es zeigt die sitzende, schmerzerfüllte Jungfrau Maria, die den toten Christus auf ihrem Schoß hält.
Der Altar ist dreiteilig: Im Unterbau über dem Altartisch befindet sich der Tabernakel, links und rechts davon stehen Apostelfiguren in vier Nischen, die erst am Ende des 19. oder Anfang des 20. Jahrhunderts geschaffen wurden. Im oberen turmartigen Aufbau befinden sich Votivgaben ebenfalls aus dem 19. bzw. 20. Jahrhundert. Auch die Rückseite des Hauptaltars besitzt einen Altartisch, in dessen Zentrum sich eine Tafel im Holzrahmen mit der Darstellung der sieben Schmerzen Mariens und einer Nachbildung des Gnadenbilds befindet. Diese Tafel ist eines der ältesten noch vorhandenen Weihegeschenke und wurde der Kirche 1609 von Jaroslav von Martinitz (1582–1649) übergeben. Vor dem Hauptaltar stehen barocke Leuchter aus dem Jahr 1693.

#### Seitenaltäre
Die Architektur der Seitenaltäre ist ein Werk des „Meister aus Teplitz“ (Mistra z Teplic), vermutlich Jan Edmund Richter aus Ossegg.
Die Gemälde an den Seitenaltären wurden von Johann Georg Heinsch (1647–1712) und Ignaz Raab (1715–1787) gemalt. Die Aufzählung beginnt vorn am Hauptaltar:
- St. Ignatius-Altar (1. Seitenaltar, links) mit dem Bild des hl. Ignatius von Loyola von Heinsch (1712) und dem ovalen Bild des hl. Franz von Borgia im Aufsatz, außerdem mit den Statuen der Kirchenväter, des hl. Papst Gregor und des hl. Ambrosius. Die Altararchitektur stammt vom „Meister aus Teplitz“ und ist eine vereinfachte Abwandlung des Hauptaltars der Teplitzer Dekanatskirche. Hier befindet sich auch die Gruft der Familie von Bleileben.
- St. Franz-Xaver-Altar (2. Seitenaltar, rechts) als Gegenstück zum Altar des hl. Ignatius mit dem Bild des hl. Franz Xaver von Heinsch und den Statuen der Apostel Andreas und Apostel Philippus sowie dem ovalen Bild der Jesuitenmissionare Paulus, Johannes und Jakobus († 1597) im Aufsatz und mit den Statuen der Kirchenväter Augustinus und Hieronymus.
- St. Josef-Altar (3. Seitenaltar, links) mit dem Bild des hl. Josef von Raab und den Statuen der Erzengel Michael und Erzengel Gabriel sowie dem Bild des hl. Johannes des Täufers im Aufsatz.
- St. Anna-Altar (4. Seitenaltar, rechts) mit dem Bild der hl. Anna von Raab und dem Bild der hl. Maria Magdalena im Aufsatz.
- St. Barbara-Altar (5. Seitenaltar, links) mit dem Bild der hl. Barbara von Raab und einem ovalen Christusbild im Aufsatz.
- St. Johann-Nepomuk-Altar (6. Seitenaltar, rechts) mit dem Bild des hl. Johannes von Nepomuk von Raab und den Statuen der Landespatrone Böhmens, des hl. Wenzel und des hl. Veit sowie dem Bild vom Tod des hl. Franz Xaver im Aufsatz.

Alle Seitenaltäre sind barock, mit Ausnahme der beiden letzten. Bei diesen handelt es sich um Portal- und Säulenaltäre mit Aufsatz und neueren Statuen des Prager Bildhauers Eduard Veselý (1817–1892).

#### Weitere Ausstattung
Die meisten Bildhauerarbeiten in der Kirche wurden von Franz Tollinger ausgeführt. Die barocke Kanzel aus dem Jahr 1714 stammt vermutlich von Franz Tollinger und ist reich verziert mit ornamentalen Schnitzereien und figürlichem Schmuck. Auf dem Schalldeckel der Kanzel befinden sich die alttestamentlichen Gestalten Moses, David, Daniel und Jesaja, darüber eine umfangreiche Figurengruppe zur Bekehrung des Saulus zum Paulus vor Damaskus. Über den Eingängen zu den Sakristeien befinden sich die Bilder zweier Jesuiten, die 1853 heilig gesprochen wurden. Das Bild gegenüber der Kanzel stellt den hl. Aloisius von Gonzaga dar. Die barocken Kirchenbänke mit ornamental geschnitzten Seitenteilen stammen aus der Zeit um 1730.
An der Westwand unter dem Narthex befinden sich zwei barocke Beichtstühle aus der Mitte des 18. Jahrhunderts. Sie besitzen spiralförmige Säulen, gemalte Medaillons von Heiligen und kleine Engelsfiguren. In allen Seitenkapellen befinden sich barock gestaltete Beichtstühle mit gemalten Medaillons von Heiligen. Die Flachreliefs, die vom Meister von Teplitz um 1735 geschaffen wurden, zeigen Szenen aus dem Leben Christi.

#### Orgel

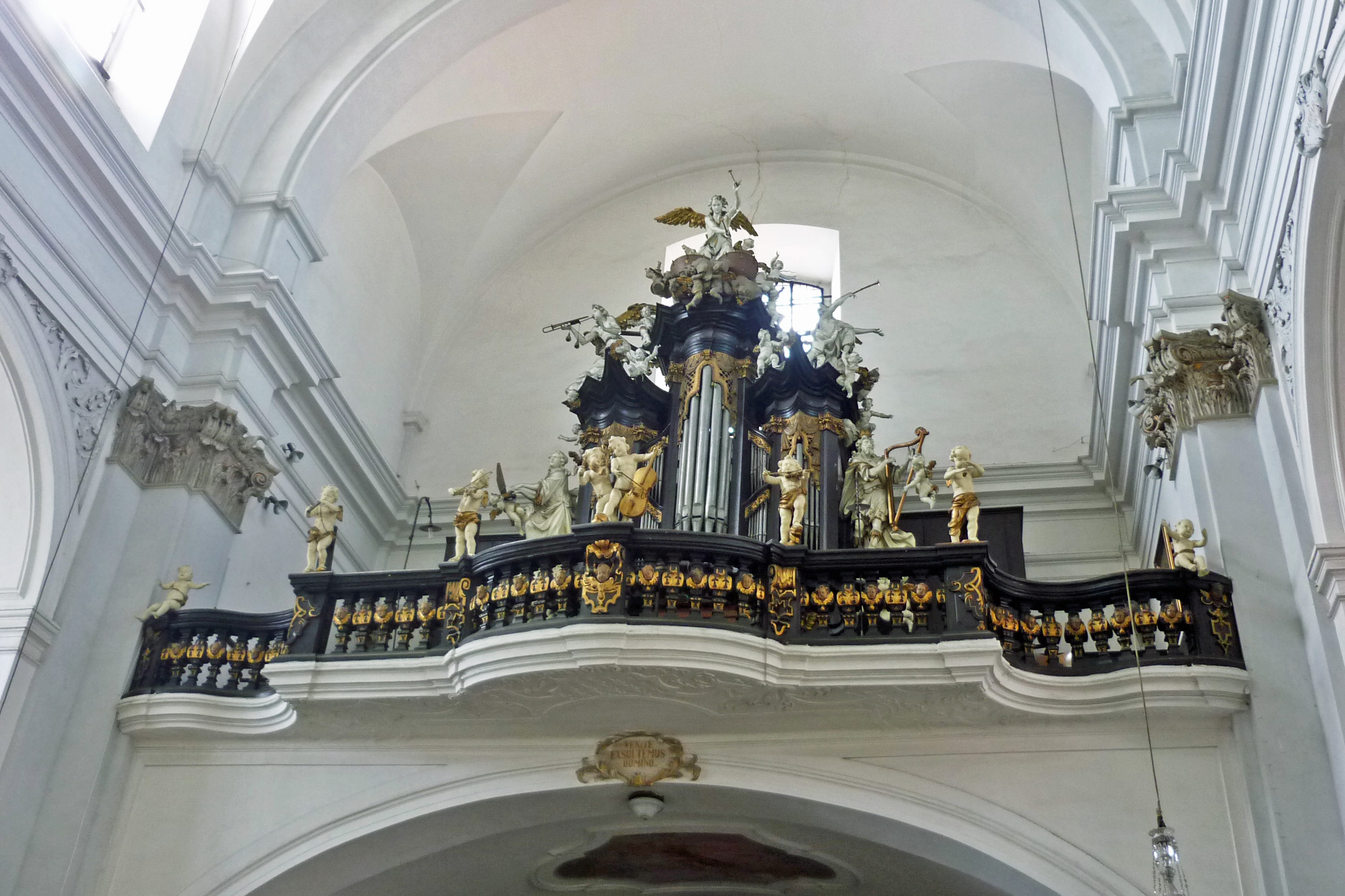
Orgelempore der Basilika

Die Orgel ist ein Werk von Heinrich Schiffner aus der Werkstatt in Prag von 1904. Sie befindet sich in einem kunstvoll geschnitzten Barockgehäuse aus dem Jahr 1734.
Sie ist mit freistehenden Skulpturen des alttestamentlichen König David und der hl. Cäcilia geschmückt. Im oberen Bereich befindet sich eine Gruppe von Engelsfiguren mit Musikinstrumenten, ebenso auf der Brüstung des Mittelschiffs vor der Orgel.

#### Glocken
Ursprünglich gab es mindestens acht Glocken (zwei im Südturm, fünf im Nordturm und eine in der Sakristei). Heute sind es nur noch zwei – im nördlichen Turm eine Glocke von Matěj Špic aus dem Jahr 1541 mit tschechischer Inschrift und in der Sakristei eine Glocke von Jan Baltazar Crommel aus dem Jahr 1713. Die Glockentragkonstruktion stammt aus dem Jahr 1923. In der Laterne des Südturms befinden sich zwei glockenförmige Becken für den Stundenschlag.

## Kapellenumgang

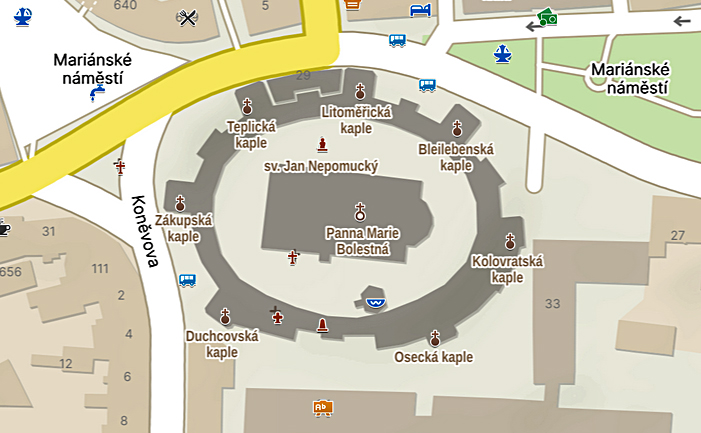
Karte mit Lage der sieben Kapellen im Prozessionsumgang

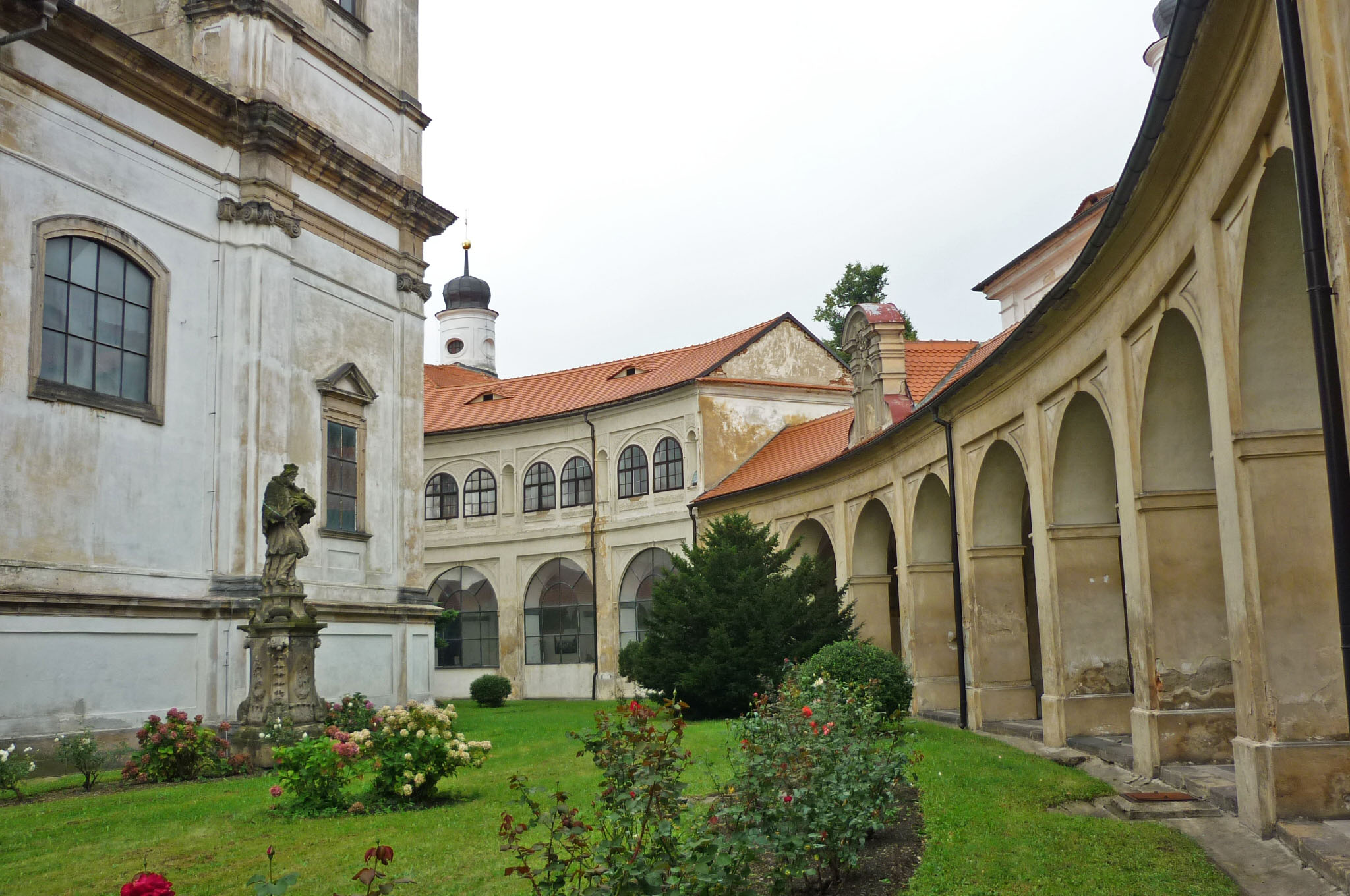
Prozessionsumgang

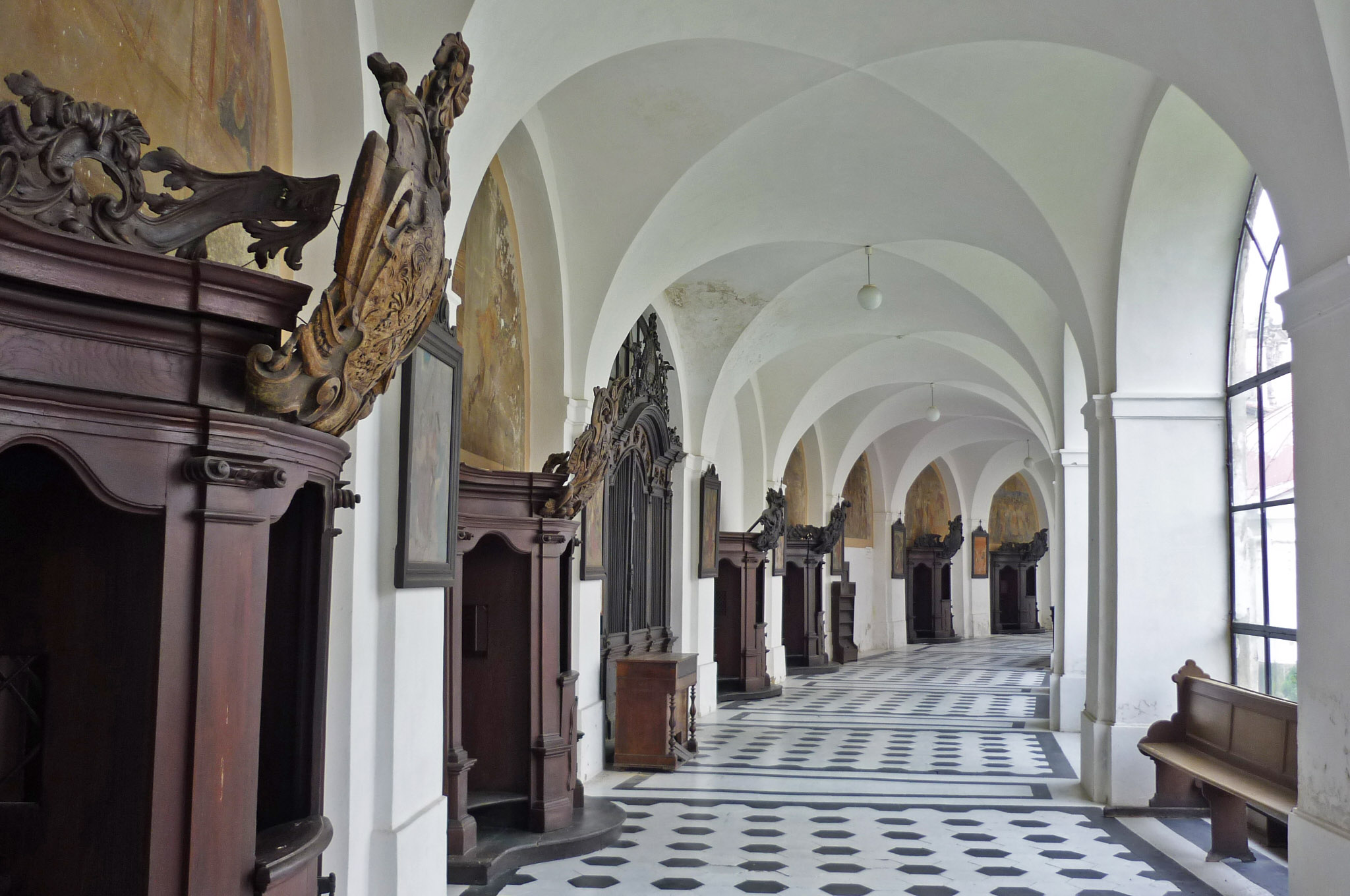
Innenansicht des Prozessionsumgangs mit 31 Beichtstühlen

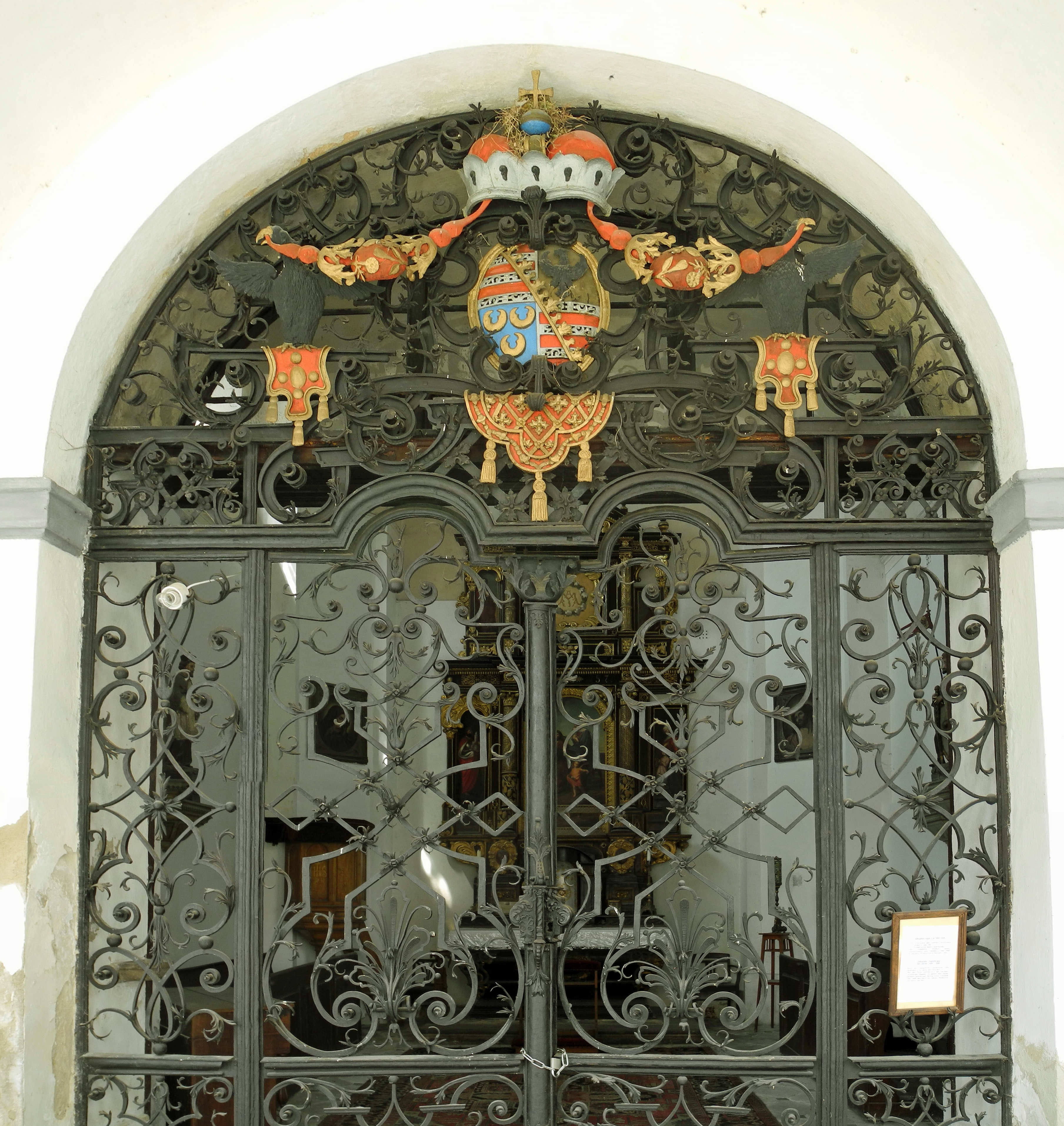
Reichstädter Kapelle

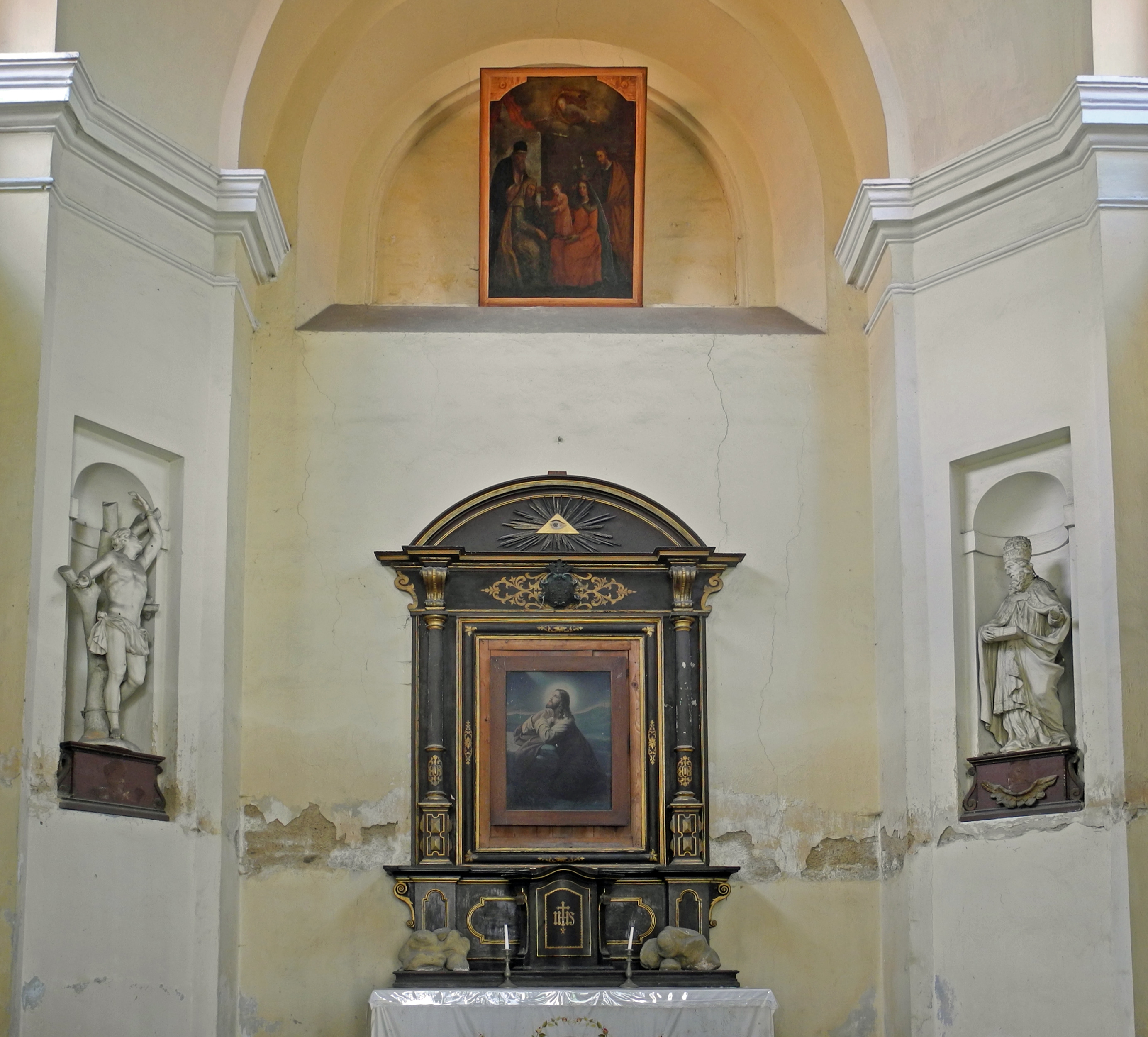
Bleileben-Kapelle

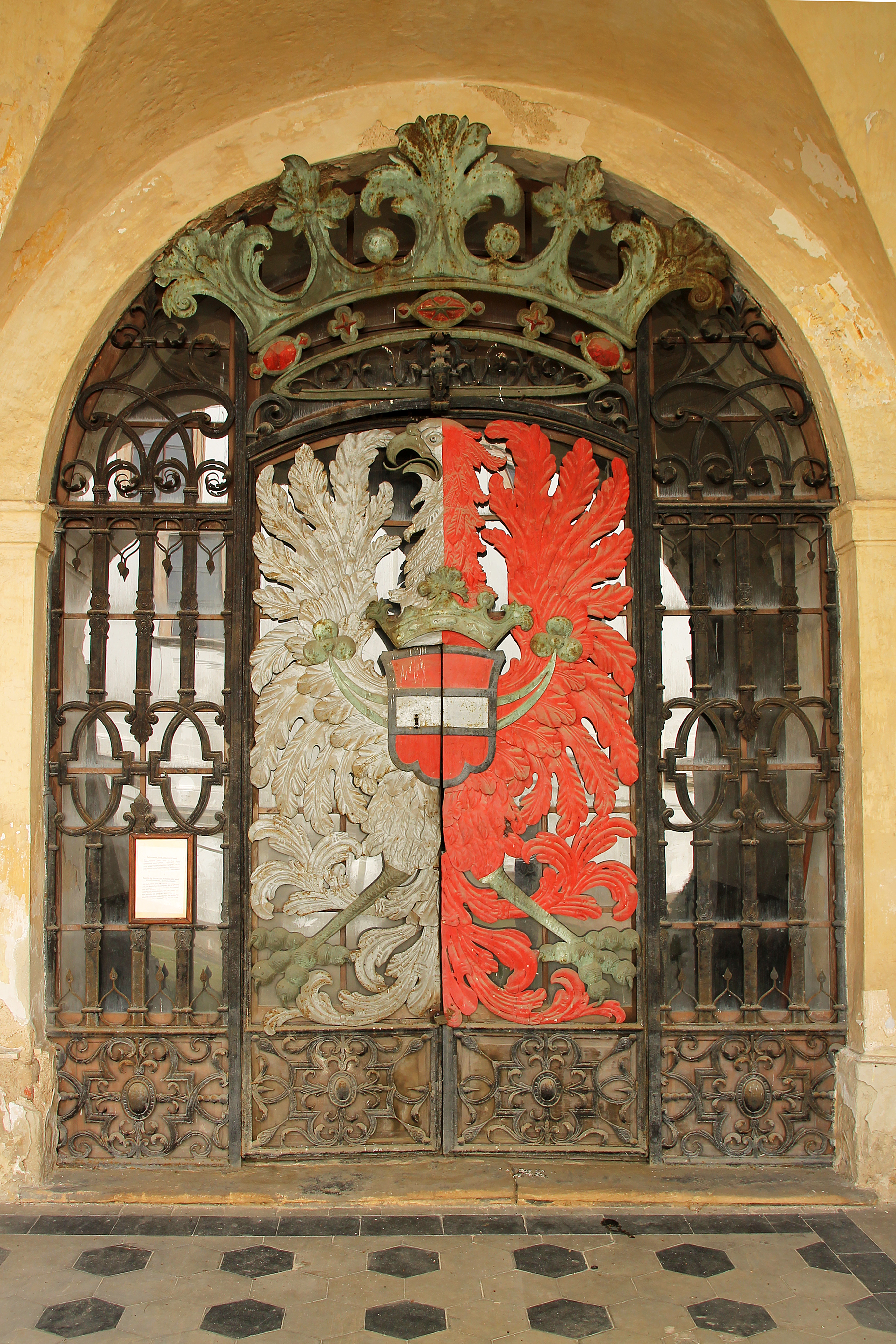
Kolowrat-Kapelle

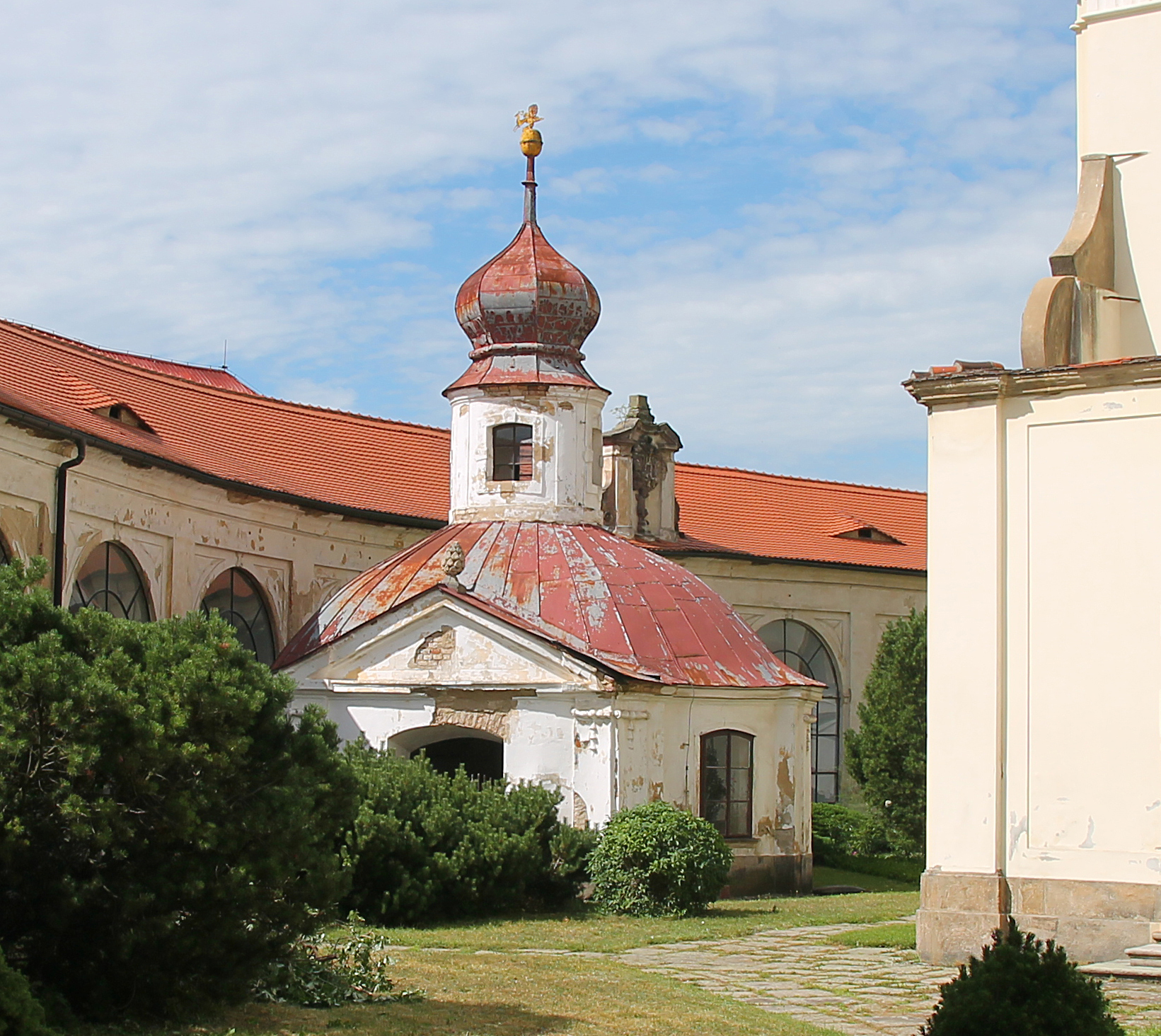
Brunnenkapelle zwischen der Kirche und dem Kapellenumgang

Rund um die Wallfahrtskirche ist ein Kapellenumgang (Prozessionsumgang) angelegt, er wird auch als Kreuzgang bzw. Ambit bezeichnet. Diese spezielle Form des Kreuzgangs gibt es auch bei anderen böhmischen Wallfahrtskirchen, z. B. in der Wallfahrtskirche Maria Heimsuchung in Haindorf oder im Kloster Svatá Hora in Příbram.

### Kapellen im Kreuzgang
Die Kirche ist von einem Kreuzgang mit sieben Kapellen umgeben, der ursprünglich 1584 bis 1590 erbaut wurde. Von 1625 bis 1722 erfolgte der Ausbau und Umbau des Kreuzganges und der Kapellen. Der Kreuzgang hat eine elliptische Form und öffnet sich zum Innenhof hin mit Arkaden, die teilweise verglast sind.
Die Kapellen symbolisieren die Sieben Schmerzen Mariens und tragen die Namen der Stifter.
1. Die Reichstädter Kapelle (Zákupská kaple), auch Herzoglich Sachsen-Lauenburgische Kapelle genannt, wurde 1684–1688 erbaut und 1857 renoviert. Sie wurde von Julius Franz Herzog von Sachsen-Lauenburg (1641–1689) gestiftet. Die Kapelle wurde aber erst 1709 unter Maria Franziska Herzogin von Sachsen-Lauenburg (1672–1741), Großfürstin der Toskana, eingeweiht. Ihren Namen erhielt sie von der Herrschaft Reichstadt der Herzöge von Sachsen-Lauenburg. Der Altar mit dem Gemälde „Die Flucht nach Ägypten“ stammt aus der Schlosskapelle in Oberpolitz. Die Kapelle mit einer Statue des hl. Wenzel vom Ende des 18. Jahrhunderts besitzt ein schmiedeeisernes Gitter mit floralen Ornamenten und dem herzoglichen Sachsen-Lauenburgischen Wappen.
Diese Kapelle ist dem Schmerz Mariens bei der Darstellung Jesu im Tempel und der Weissagung Simeons gewidmet.
2. Die Teplitzer Kapelle (Teplická kaple), auch Fürstlich Clary-Aldringensche Kapelle genannt, erhielt in den Jahren 1671/72 als erste der sieben Kapellen ihre heutige Form.
Johannes Marcius Graf von Clary und Aldringen, Herr auf Teplitz, ließ diese Kapelle anlässlich der Geburt seines Sohns erbauen. Sie besitzt einen Altar mit dem Gemälde „Die Auffindung Jesu im Tempel“ sowie den Gemälden „Die Anbetung der Hirten“ und „Die Grablegung“ an den Seitenwänden und ist mit einem barocken Gitter mit reichen floralen Ornamenten ausgestattet. In der Nische zwischen der Teplitzer und Leitmeritzer Kapelle befindet sich eine barocke polychrome Holzschnitzerei der Himmelfahrt aus der Mitte des 18. Jahrhunderts, an deren Seiten stehen Skulpturen der Evangelisten.
Diese Kapelle ist dem Schmerz Mariens bei der Flucht nach Ägypten gewidmet.
3. Die Leitmeritzer Kapelle (Litoměřická kaple) wurde 1688 nach dem Vorbild der Teplitzer Kapelle etwa gleichzeitig mit der Reichstädter Kapelle errichtet. Die Namen der Ratsmitglieder der Stadt Leitmeritz wurden auf einer vergoldeten Platte eingraviert und auf der Spitze des Türmchens der Kapelle angebracht. In dieser Kapelle wurde das Gnadenbild während der Bauzeit der Wallfahrtskirche aufbewahrt. Über dem Altar mit gewundenen Säulen befindet sich das Gemälde „Kreuzweg“. In der Nische zwischen der Leitmeritzer und der Bleileben-Kapelle befindet sich die gotische polychrome Holzschnitzerei einer Ecce-homo-Darstellung sowie barocke Putti auf Konsolen aus dem frühen 16. Jahrhundert.
Diese Kapelle ist dem Schmerz Mariens beim Verlust und dem Suchen des zwölfjährigen Jesus im Tempel gewidmet.
4. Die Bleileben-Kapelle (Bleilebenská kaple) wurde im Andenken an Anna Maria von Bleileben († 1665), die der Kirche und den Jesuiten ein großes Erbe hinterlassen hatte, im Jahre 1665 errichtet und 1693 erneuert. Die Mittel dafür kamen aus dem Gut in Sobochleben, das ursprünglich der Familie von Bleileben gehört hatte. Die Kapelle besitzt einen barocken Grabstein und barocke Heiligenstatuen in Nischen an den Seiten des Altars.
Diese Kapelle ist dem Schmerz Mariens bei der Begegnung Jesu auf dem Kreuzweg gewidmet.
5. Die Kulmer Kapelle (Chlumecká kaple / Kolovratská kaple), auch Kolowrat-Kapelle genannt, wurde bereits 1629 im Auftrag der Familie Kolowrat umgebaut und im Jahr 1693 im Auftrag des Grafen Johann Franz von Kolowrat-Krakowsky (1650–1723) ein weiteres Mal erneuert. Die Kapelle wurde nach der Herrschaft Kulm benannt, die sich im Besitz der Familie Kolowrat-Krakowsky befand. Diese hatte sich zum Bau der Kapelle entschlossen, als ihre Herrschaft im Jahr 1680 von der Pest verschont geblieben war. Die Kapelle besitzt einen Seitenaltar aus dem frühen 17. Jahrhundert, der aus der ursprünglichen Wallfahrtskirche stammt. Auf diesem Altar befindet sich eine Pietà – eine Nachbildung des Gnadenbilds der Wallfahrtskirche.
An den Seiten befinden sich Statuen des hl. Petrus und des hl. Paulus. Über dem Altargesims befindet sich in der Mitte eine Gruppe der Heiligen Dreifaltigkeit inmitten von vier Heiligen. In den Seitennischen der Kapelle befinden sich verschiedene Heiligen-Skulpturen. Die Kapelle ist mit einem schmiedeeisernen Gitter mit dem Wappen der Herren von Kolowrat aus dem Jahr 1719 ausgestattet.
Diese Kapelle ist dem Schmerz Mariens bei der Kreuzigung und dem Sterben Christi gewidmet.
6. Die Ossegger Kapelle (Osecká Kaple) war die letzte erst 1722 fertiggestellte Kapelle im Kreuzgang. Ihr Stifter war der Abt des Zisterzienserklosters Ossegg Benedikt Litwerig (1655–1726). Er ließ auch das Altarbild mit dem berühmtesten Mitglied seines Ordens, des hl. Bernhard von Clairvaux auf dem Altar anbringen. Mit dieser Kapelle wird auch an den Sandstein erinnert, den die Gemeinde Ossegg zum Bau der heutigen Kirche in Mariaschein lieferte. Diese Kapelle ist dem Schmerz Mariens bei der Kreuzabnahme (Beweinung Christi) gewidmet.
7. Die Duxer Kapelle (Duchcovská kaple), auch Gräflich Waldsteinsche Kapelle genannt, wurde 1625 durch den Duxer Dechanten erbaut und 1721 durch Johann Josef von Waldstein (1684–1731) erweitert und renoviert. Im Jahr 1818 erfolgte eine weitere Renovierung. Das Patronat für diese Kapelle lag bei der Familie von Waldstein. Die Kapelle ist mit einem schmiedeeisernen Gitter ausgestattet. Auf den Konsolen befinden sich Statuen der hl. Veronika und der hl. Helena aus dem 18. Jahrhundert.
Diese Kapelle ist dem Schmerz Mariens bei der Grablegung Jesu gewidmet.
Nach der Zählung von Knell (1924) beginnt die Zuschreibung zu den Schmerzen Mariens an dieser Kapelle mit der Darstellung Jesu im Tempel und endet mit der Grablegung Jesu an der Ossegger Kapelle.
Brunnenkapelle 

Über der Marienquelle befindet sich die Brunnenkapelle, ein Barockbau aus dem Jahr 1722. Sie hat einen quadratischen Grundriss und Eckpilaster, über dem Eingang befindet sich ein Dreiecksgiebel. Die Kuppel ist mit einer zylindrischen Laterne und einem Zwiebeltürmchen ausgestattet.

### Freskengemälde im Kreuzgang

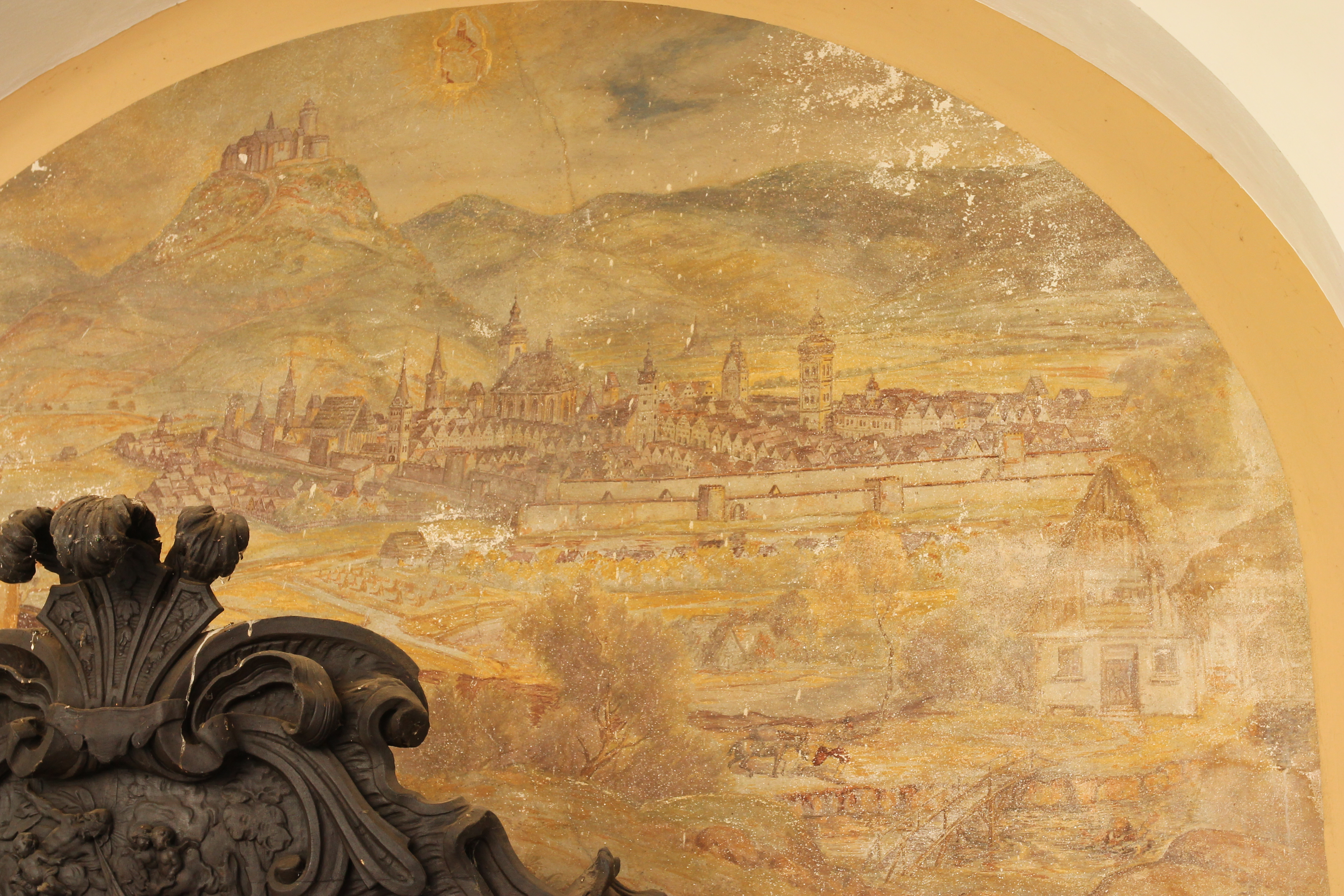
Freskengemälde: Die wundersame Bewahrung der Stadt Brüx

Im Kreuzgang schildern Wandmalereien (insgesamt 37 Freskengemälde) aus den Jahren 1701 bis 1706 Episoden und Legenden aus der Entstehung und der Geschichte des Wallfahrtsortes.
Diese Fresken wurden im Jahr 1925 vom Maler Richard Schneider von Marientreu (1902–1991) restauriert.

1. Bild: Zwei Priester der Gesellschaft Jesu, die seit 1592 in Mariaschein tätig waren. 

2. Bild: Szenen der Legende von 1425: die Nonnen aus Schwaz verstecken das Gnadenbild in der Linde. 

3. Bild: Szenen der Legende von 1425: die Rettung der Magd vor der Schlange. 

4. Bild: Szenen der Legende von 1425: die Auffindung des Gnadenbildes. 

5. Bild: Erste feierliche Prozession der Stadt Aussig nach Mariaschein (1521). 

6. Bild: Überführung des Gnadenbildes nach Mariaschein (mit Mariengebet „Unter deinem Schutz“). 

7. Bild (stark verwittert): Die wundersame Rückkehr des Gnadenbildes in die Linde. 

8. Bild: Die erste Holzkapelle (1434) und die Heilung von Pestkranken. 

9. Bild (stark verwittert): Erstes Votivgeschenk des Ritters Wenzel Zyma von Nowosedl (1443). 

10. Bild: Errichtung der ersten Steinkapelle um 1515. 

11. Bild (stark verwittert) mit großem Kruzifix.  

12. Bild: Die Bewahrung der Kirche vor dem Hussitensturm oder im Dreißigjährigen Krieg. 

13. Bild: Der oberste Kanzler des Königreichs Böhmen Albrecht Kolowrat auf Liebenstein, der 1507 den Bau der ersten Kirche befahl, die 1515 fertiggestellt wurde. 

14. Bild: Die Verleihung von Privilegien an Mariaschein, z. B. die Gewährung eines umfassenden Ablasses durch die Kardinäle.  

15. Bild: Der böhmische König Ladislaus stellt 1515 seinen Sohn, den jungen böhmisch-ungarischen König Ludwig II., unter den Schutz Mariens. 

16. Bild: Die Rettung des Ritters Heinrich von Schönhof und Perwitz bei einem Sturz vom Pferd durch ein Gelübde zur schmerzhaften Mutter Gottes. 

17. Bild: Die Großwallfahrt der Aussiger Bürger zum Hauptfest Mariä Geburt am 8. September 1610, an der auch der Prager Erzbischof Lambert teilnahm, dokumentiert die überregionale Bedeutung von Mariaschein. 

18. Bild: Der Erbauer der Ringmauer und der sieben Kapellen, Georg Popel von Lobkowitz der Jüngere, mit dem aufgerollten Plan der Bauten. 

19. Bild: Legende über wundersame Wirkungen des Gnadenbildes – die Darstellung des Franciscus Brambilla, der 1608 beim Durchfahren einer Furt von den Fluten überwältigt und durch Anrufung der schmerzhaften Gottesmutter gerettet wurde. 

20. Bild: Legende über wundersame Wirkungen des Gnadenbildes – der achtjährige Sohn des Hofmarschalls von Böhmen Jaroslav von Martinitz wird durch eine Wallfahrt nach Mariaschein von schwerer Krankheit geheilt. 

21. Bild: Legende über wundersame Wirkungen des Gnadenbildes – ein Blinder wurde durch die Wallfahrt nach Mariaschein wieder sehend. 

22. Bild: Legende über wundersame Wirkungen des Gnadenbildes – ein Biliner Ratsherr, der 1678 mit dem Pferd auf dem Eis eingebrochen war, wird nach Anrufung der Gottesmutter gerettet. 

23. Bild: Papst Paul V. gewährt Mariaschein 1615 einen Ablass für sein Hauptfest Mariä Geburt. Dieser Ablass wurde 1693 von Papst Innocenz XII. auf „ewige Zeiten“ und damit alle Tage des Jahres ausgeweitet. 

24. Bild: Als Warnung werden mehrere Begebenheiten über die nachfolgende Bestrafung von Kirchenfrevlern gezeigt. 

25. Bild: Gezeigt wird der zweite Prager Fenstersturz vom 23. Mai 1618. Der Hofmarschall Jaroslaw Boritza von Martiniz führte den überstandenen Sturz auf einen Misthaufen auf das Wirken Mariens zurück. 

26. Bild: Die wunderbare Errettung von 12 Komotauer Studenten, die 1643 an der Pest erkrankten und nach einer Wallfahrt nach Mariaschein wieder gesund wurden. 

27. Bild: Legenden von Heilungen am Marienbrunnen – die Heilung der Wunden eines fünfjährigen Knaben nach einer Waschung in Mariaschein. 

28. Bild: Legenden von Heilungen am Marienbrunnen – die Heilung verschiedener Personen nach einer Wallfahrt nach Mariaschein und Waschung an der Marienquelle. 

29. Bild: Die wundersame Bewahrung der Stadt Brüx, die sich im Dreißgjährigen Krieg unter den Schutz Marias stellte. Im Vordergrund ist ein Brüxer Bürger zu erkennen, der danach zum katholischen Glauben konvertierte. 

30. Bild: Legenden von Heilungen am Marienbrunnen – die Heilung eines Mannes und einer Frau aus Görkau im Jahr 1654. 

31. Bild: Das Bild an der Tür zur Jesuitenresidenz mit dem Gymnasium zeigt die Verehrung der Universitäten von Prag, Breslau und Olmütz. An den Seiten des Durchgangs befinden sich Statuen des hl. Johannes von Nepomuk und des hl. Judas Thaddäus. 

32. Bild: Es gibt einen Hinweis auf einen Feuerteufel und seine Komplizen, die 1655 in Teplitz 24-mal Feuer gelegt hatten und sich nach der Anrufung der Maria durch die Teplitzer Bürger selbst verraten haben. 

33. Bild: Heilung einer Tetschener Bürgerin, die 1694 an der „Fallsucht“ gelitten hatte. 

34. Bild: Die Rettung der Fürstin Elisabeth von Frauenberg und acht ihrer Klosterfrauen aus dem Prager Sankt Georgskloster 1668 aus einer Lebensgefahr. 

35. Bild: Vier Episoden aus den Türkenkriegen – das Entkommen des Grafen von Clary und Aldringen aus türkischer Gefangenschaft (1695), die Flucht des Christoph Retsch aus der Gefangenschaft in Belgrad (1693), die Flucht eines Duxer Offiziers sowie die Heilung seines Sohns und die Flucht des Brandenburgers Christoph Dürrbach aus vierjähriger Gefangenschaft (1701). 

36. Bild: Heilung der Äbtissin des Doxaner Prämonstratenserklosters, Maximiliana Zasmuk von Zasmuk, nach zwei Wallfahrten (1678). 

37. Bild: Die Krönung der Marienstatue und die Erhebung der Wallfahrtskirche in den Status einer „Basilika minor“ anlässlich des 500-jährigen Jubiläums (1925). 

## Jesuitenresidenz und Gymnasium
Nach dem Ende des Dreißigjährigen Krieges erhielten die Jesuiten von Mariaschein durch das Testament der Anna Maria von Bleileben eine bedeutende Erbschaft, die ihnen u. a. den Bau der neuen Jesuitenresidenz (1677) ermöglichte. Kurz danach 1679 wurde hier auch eines der ältesten Gymnasien Böhmens eingerichtet. Im Jahr 1773 wurde das Gymnasium aufgelöst und in ein Lehrerseminar umgewandelt, aber bereits 1853 nach der Rückkehr der Jesuiten als bischöfliches Gymnasium wieder hergestellt, wo bis zum März 1939 Jugendliche auf den Priesterberuf vorbereitet wurden. Während des Zweiten Weltkriegs war in den Gebäuden eine Polizeischule untergebracht. Für kurze Zeit von 1948 bis 1950 war das Gymnasium wieder zugänglich. Danach dienten die Gebäude als Kaserne, ab 1968 bis März 1991 für Soldaten der Sowjetischen Armee. Seit 1993 ist dort das Bischöfliche Gymnasium eingerichtet.
Pater Josef Cukr (1917–2014) wirkte zunächst von 1947 bis 1950 hier in Mariaschein und war dann von 1968 bis zum Jahr 2000 Pfarrer an der Wallfahrtskirche, u. a. aber auch Lehrer am Gymnasium. Er wird auch als „letzter Jesuit von Mariaschein“ bezeichnet.